# 周克勤
周克勤（1957年4月—），男，汉族，四川广安人，中华人民共和国政治人物，曾任重庆市商业委员会主任、党组书记，重庆市政协副主席。